# Efferia vauriei
Efferia vauriei este o specie de muște din genul Efferia, familia Asilidae. A fost descrisă pentru prima dată de Mary Katherine Curran în anul 1953. Conform Catalogue of Life specia Efferia vauriei nu are subspecii cunoscute.